# Canton de Saint-Pons-de-Thomières
Le canton de Saint-Pons-de-Thomières est une circonscription électorale française située dans le département de l'Hérault et la région Occitanie. À la suite du redécoupage cantonal de 2014, les limites territoriales du canton sont remaniées. Le nombre de communes du canton passe de 9 à 59.

## Histoire
Un nouveau découpage territorial de l'Hérault (département) entre en vigueur à l'occasion des élections départementales de 2015. Il est défini par le décret du 26 février 2014, en application des lois du 17 mai 2013 (loi organique 2013-402 et loi 2013-403). Les conseillers départementaux sont, à compter de ces élections, élus au scrutin majoritaire binominal mixte. Les électeurs de chaque canton élisent au Conseil départemental, nouvelle appellation du Conseil général, deux membres de sexe différent, qui se présentent en binôme de candidats. Les conseillers départementaux sont élus pour 6 ans au scrutin binominal majoritaire à deux tours, l'accès au second tour nécessitant 12,5 % des inscrits au 1er tour. En outre la totalité des conseillers départementaux est renouvelée. Ce nouveau mode de scrutin nécessite un redécoupage des cantons dont le nombre est divisé par deux avec arrondi à l'unité impaire supérieure si ce nombre n'est pas entier impair, assorti de conditions de seuils minimaux. Dans l'Hérault, le nombre de cantons passe ainsi de 49 à 25.

## Géographie
Ce canton est organisé autour de Saint-Pons-de-Thomières dans l'arrondissement de Béziers. Son altitude varie de 159 m (Saint-Jean-de-Minervois) à 1 060 m (Riols) pour une altitude moyenne de 354 m.

## Représentation

### Conseillers généraux de 1833 à 2015
| Période | Période          | Identité                            | Étiquette                | Qualité |
| ------- | ---------------- | ----------------------------------- | ------------------------ | --- |
| 1833    | 1852             | Charles Pascal Thomassin            | Droite                   | Propriétaire, avoué, maire (1830-1831) puis conseiller municipal de Saint-Pons |
| 1852    | 1871             | Xavier Bouisson                     |                          | Avocat, maire de Saint-Pons, conseiller d'arrondissement |
| 1871    | 1889             | Alexis Auguste Sabatier (1831-1895) | Républicain opportuniste | Docteur en droit, maire de Saint-Pons |
| 1889    | 1893 (démission) | Charles Maurice Azaïs               |                          | Propriétaire, ancien maire de Saint-Pons |
| 1893    | 1901             | Armand Castelbon                    | Républicain              | Agriculteur Maire de Vélieux |
| 1901    | 1913             | Gustave Fraïssé                     | Rad.                     | Propriétaire, maire de Riols, conseiller d'arrondissement |
| 1913    | 1924 (décès)     | Joseph Sahuc                        | Rad.                     | Ancien notaire, Maire de Saint-Pons-de-Thomières |
| 1924    | 1940             | Paul Molle                          | PRS puis Rad.            | Avoué Maire de Saint-Pons-de-Thomières |
|         |                  |                                     |                          | |
| 1945    | 1964             | Clément Fontès                      | UDSR puis Rad.-RGR       | Maire de Saint-Vincent-d'Olargues |
| 1964    | 1976             | Jean Gleizes                        | Rad. puis MRG            | Notaire Maire de Saint-Pons-de-Thomières |
| 1976    | 1994             | Georgette Tailhadès (1926-2016)     | PS                       | Maire de Saint-Pons-de-Thomières (1977-1989) |
| 1994    | 2015             | Kléber Mesquida                     | PS                       | Ingénieur Député de la cinquième circonscription de l'Hérault (2002-2017) Maire de Saint-Pons-de-Thomières de 1995 à 2012 Maire de Creissan de 1977 à 1995 premier vice-président du Conseil Général |

### Conseillers d'arrondissement (de 1833 à 1940)
Le canton de Saint-Pons avait deux conseillers d'arrondissement.
Il appartenait à l'arrondissement de Saint-Pons jusqu'à sa disparition en 1926.
| Période                                  | Période          | Identité                              | Étiquette        | Qualité |
| ---------------------------------------- | ---------------- | ------------------------------------- | ---------------- | --- |
| 1833                                     | 1842             | Thomas Georges Castelbon (né en 1769) |                  | Propriétaire, conseiller municipal de Saint-Pons                                                            |
| 1833                                     | 1846 (décès)     | Marc Antoine Pech (décédé en 1846)    |                  | Propriétaire, conseiller municipal de Saint-Pons                                                            |
| 1842                                     | 1852             | Xavier Bouisson (1797-1881)           |                  | Avocat à Saint-Pons                                                                                         |
| 1846                                     | 1864             | Martin Laugé                          |                  | Négociant à Saint-Pons                                                                                      |
| 1855                                     | 1871             | Alexandre Rouanet                     |                  | Docteur-médecin à Saint-Pons                                                                                |
| 1864                                     | 1871             | Stanislas Thibaut                     |                  | Négociant à Riols, inventeur de mines de sulfure de plomb et de sulfure de zinc                             |
| 1871                                     |                  | Gabriel Hortala                       |                  | Pépiniériste, ancien secrétaire de sous-préfecture, Président du Conseil d'arrondissement                   |
| 1871                                     |                  | Paul Martel                           | Républicain      | Propriétaire et négociant à Riols                                                                           |
|                                          |                  |                                       |                  | |
| 1877                                     | 1878 (démission) | Lucien Boudet                         | Républicain      | Banquier et négociant à Saint-Pons                                                                          |
| 1878                                     |                  | Eugène Fabre                          | Républicain      | Docteur-médecin à Saint-Pons                                                                                |
| av.1885                                  | 1898             | Gustave Fraïssé                       | Républicain      | Propriétaire-viticulteur, maire de Riols, suppléant du juge de paix                                         |
| 1898                                     | 1899 (décès)     | M. Fabre                              | Radical          | |
|                                          |                  |                                       |                  | |
| 1904                                     | 1910             | M. Baron                              | Radical          | |
| 1898                                     | 1910             | Jacques Décor                         | Radical          | Propriétaire, maire de Pardailhan                                                                           |
| 1910                                     | 1919             | Adrien Esquilat                       | Radical          | Commerçant à Saint-Pons                                                                                     |
| 1910                                     | 1919             | M. Barthès                            | Radical          | |
| 1919                                     | 1940             | François Cauquil                      | Radical puis PRS | Pharmacien à Saint-Pons                                                                                     |
| 1919                                     |                  | E. Cros                               | Radical          | |
|                                          | 1940             | Michel Tailhadès                      | PRS              | Propriétaire, maire de Riols                                                                                |
| 1940                                     |                  |                                       |                  | Les conseils d'arrondissement ont été suspendus par la loi du 12 octobre 1940 et n'ont jamais été réactivés |
| Les données manquantes sont à compléter. |                  |                                       |                  | |

### Conseillers départementaux à partir de 2015
| Période élective | Période élective | Mandat | Mandat   | Identité          | Nuance | Nuance | Qualité |
| ---------------- | ---------------- | ------ | -------- | ----------------- | ------ | ------ | --- |
| 2015             | 2021             | 2015   | 2021     | Kléber Mesquida   |        | PS     | Ancien Député, Président du Conseil Départemental depuis 2015                                                                                     |
| 2015             | 2021             | 2015   | 2021     | Marie Pierre Pons |        | PS     | Adjointe au Maire, puis Maire (2016) de Cessenon-sur-Orb Vice-présidente du Conseil départemental de l'Hérault Déléguée aux relations extérieures |
| 2021             | 2028             | 2021   | en cours | Kléber Mesquida   |        | PS     | Président du Conseil Départemental depuis 2015 |
| 2021             | 2028             | 2021   | en cours | Marie-Pierre Pons |        | PS     | Maire de Cessenon-sur-Orb, 6ème Vice-présidente déléguée à la culture                                                                             |

### Résultats détaillés

#### Élections de mars 2015
À l'issue du 1er tour des élections départementales de 2015, deux binômes sont en ballottage : Kléber Mesquida et Marie Pierre Pons (PS, 31,82 %) et Jean-Marie Delmotte et Christel Terral (FN, 29,02 %). Le taux de participation est de 58,93 % (15 559 votants sur 26 404 inscrits) contre 51,87 % au niveau départemental et 50,17 % au niveau national.
Au second tour, Kléber Mesquida et Marie Pierre Pons (PS) sont élus avec 59,24 % des suffrages exprimés et un taux de participation de 61,31 % (8 563 voix pour 16 187 votants et 26 404 inscrits).

#### Élections de juin 2021
Le premier tour des élections départementales de 2021 est marqué par un très faible taux de participation (33,26 % au niveau national). Dans le canton de Saint-Pons-de-Thomières, ce taux de participation est de 43,21 % (11 566 votants sur 26 767 inscrits) contre 33,27 % au niveau départemental. À l'issue de ce premier tour, deux binômes sont en ballottage : Kléber Mesquida et Marie-Pierre Pons (PS, 57,63 %) et Virginie Alcina et Gilles Laigre (RN, 23,98 %).
Le second tour des élections est marqué une nouvelle fois par une abstention massive équivalente au premier tour. Les taux de participation sont de 34,36 % au niveau national, 34,7 % dans le département et 43,75 % dans le canton de Saint-Pons-de-Thomières. Kléber Mesquida et Marie-Pierre Pons (PS) sont élus avec 72,19 % des suffrages exprimés (7 824 voix pour 11 711 votants et 26 770 inscrits),,.

## Composition

### Composition avant 2015

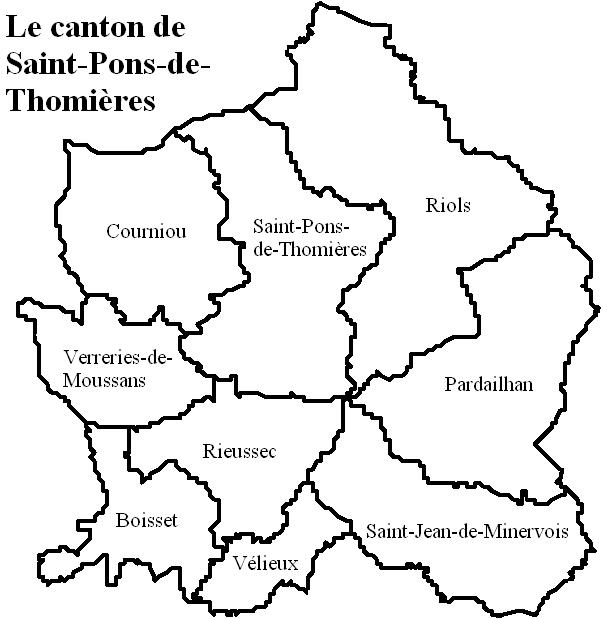
Découpage communal du canton de Saint-Pons-de-Thomières avant mars 2015.

Avant 2015, le canton était composé de neuf communes.
| Nom                                 | Code Insee | Codepostal | Superficie (km2) | Population (dernière pop. légale) | Densité (hab./km2) |
| ----------------------------------- | ---------- | ---------- | ---------------- | --------------------------------- | ------------------ |
| Saint-Pons-de-Thomières (chef-lieu) | 34284      | 34220      | 40,99            | 2 056 (2012)                      | 50                 |
| Boisset                             | 34034      | 34220      | 17,47            | 37 (2012)                         | 2,1                |
| Courniou                            | 34086      | 34220      | 30,06            | 612 (2012)                        | 20                 |
| Pardailhan                          | 34193      | 34360      | 41,18            | 186 (2012)                        | 4,5                |
| Rieussec                            | 34228      | 34220      | 22,20            | 91 (2012)                         | 4,1                |
| Riols                               | 34229      | 34220      | 56,02            | 766 (2012)                        | 14                 |
| Saint-Jean-de-Minervois             | 34269      | 34360      | 32,70            | 146 (2012)                        | 4,5                |
| Vélieux                             | 34326      | 34220      | 10,15            | 68 (2012)                         | 6,7                |
| Verreries-de-Moussans               | 34331      | 34220      | 18,69            | 94 (2012)                         | 5                  |

### Composition à partir de 2015

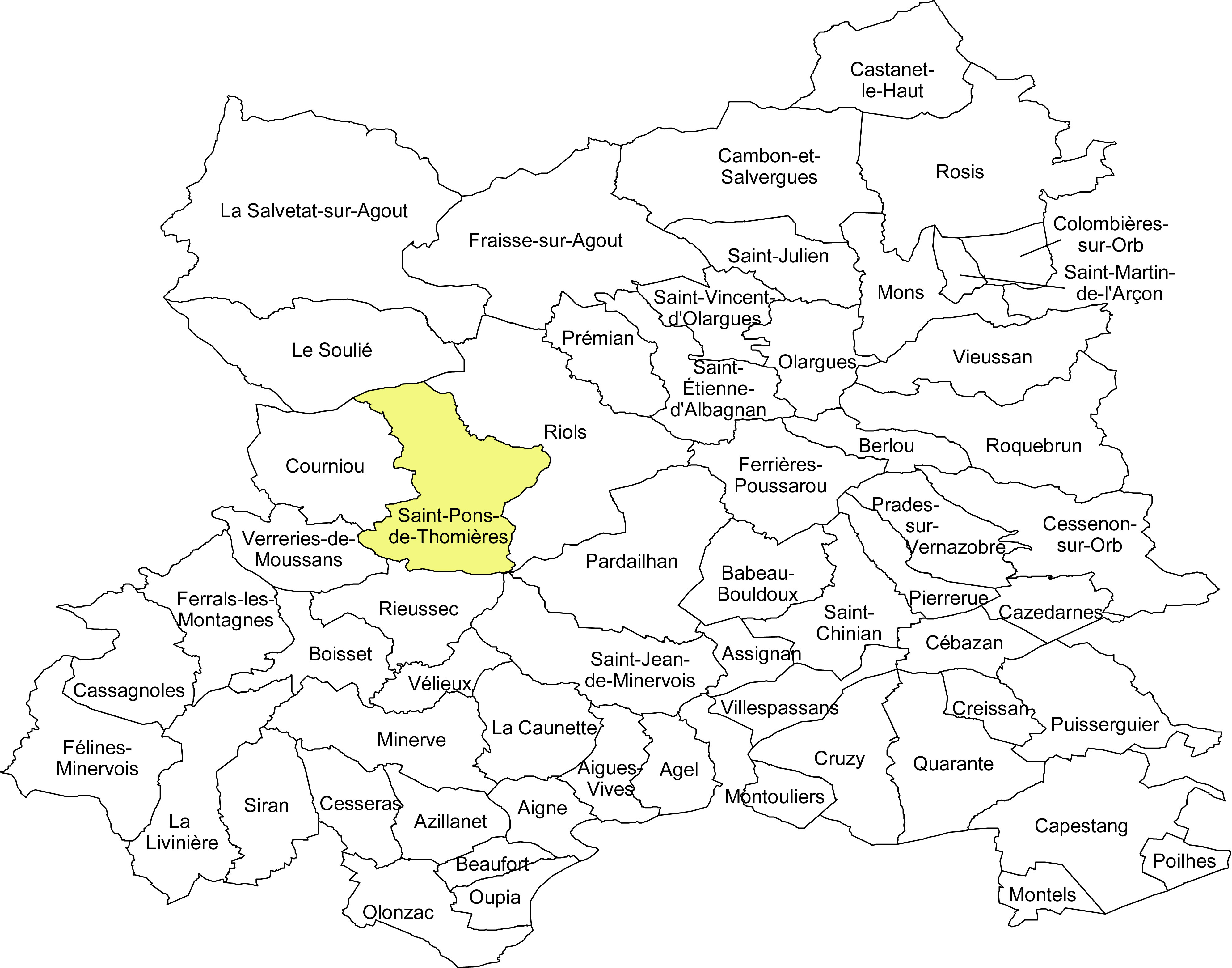
Communes du canton de St Pons de Thomières après 2015 (à partir d'un fond de carte d'Open Street Map).

Le nouveau canton de Saint-Pons-de-Thomières est composé de cinquante-neuf communes entières.
| Nom                                             | Code Insee | Intercommunalité                                            | Superficie (km2) | Population (dernière pop. légale) | Densité (hab./km2) | Modifier                                    |
| ----------------------------------------------- | ---------- | ----------------------------------------------------------- | ---------------- | --------------------------------- | ------------------ | ------------------------------------------- |
| Saint-Pons-de-Thomières (bureau centralisateur) | 34284      | CC du Minervois au Caroux                                   | 40,99            | 1 718 (2022)                      | 42                 | modifier les données · modifier les données |
| Agel                                            | 34004      | CC du Minervois au Caroux                                   | 12,54            | 244 (2022)                        | 19                 | modifier les données · modifier les données |
| Aigne                                           | 34006      | CC du Minervois au Caroux                                   | 10,94            | 294 (2022)                        | 27                 | modifier les données · modifier les données |
| Aigues-Vives                                    | 34007      | CC du Minervois au Caroux                                   | 12,81            | 472 (2022)                        | 37                 | modifier les données · modifier les données |
| Assignan                                        | 34015      | CC Sud-Hérault                                              | 7,95             | 168 (2022)                        | 21                 | modifier les données · modifier les données |
| Azillanet                                       | 34020      | CC du Minervois au Caroux                                   | 14,40            | 353 (2022)                        | 25                 | modifier les données · modifier les données |
| Babeau-Bouldoux                                 | 34021      | CC Sud-Hérault                                              | 21,40            | 309 (2022)                        | 14                 | modifier les données · modifier les données |
| Beaufort                                        | 34026      | CC du Minervois au Caroux                                   | 6,09             | 215 (2022)                        | 35                 | modifier les données · modifier les données |
| Berlou                                          | 34030      | CC du Minervois au Caroux                                   | 11,34            | 222 (2022)                        | 20                 | modifier les données · modifier les données |
| Boisset                                         | 34034      | CC du Minervois au Caroux                                   | 17,47            | 41 (2022)                         | 2,3                | modifier les données · modifier les données |
| Cambon-et-Salvergues                            | 34046      | CC des Monts de Lacaune et de la Montagne du Haut Languedoc | 50,39            | 51 (2022)                         | 1,0                | modifier les données · modifier les données |
| Capestang                                       | 34052      | CC Sud-Hérault                                              | 39,56            | 3 413 (2022)                      | 86                 | modifier les données · modifier les données |
| Cassagnoles                                     | 34054      | CC du Minervois au Caroux                                   | 24,54            | 109 (2022)                        | 4,4                | modifier les données · modifier les données |
| Castanet-le-Haut                                | 34055      | CC des Monts de Lacaune et de la Montagne du Haut Languedoc | 27,55            | 224 (2022)                        | 8,1                | modifier les données · modifier les données |
| La Caunette                                     | 34059      | CC du Minervois au Caroux                                   | 21,78            | 320 (2022)                        | 15                 | modifier les données · modifier les données |
| Cazedarnes                                      | 34065      | CC Sud-Hérault                                              | 11,64            | 640 (2022)                        | 55                 | modifier les données · modifier les données |
| Cébazan                                         | 34070      | CC Sud-Hérault                                              | 13,03            | 637 (2022)                        | 49                 | modifier les données · modifier les données |
| Cessenon-sur-Orb                                | 34074      | CC Sud-Hérault                                              | 37,29            | 2 390 (2022)                      | 64                 | modifier les données · modifier les données |
| Cesseras                                        | 34075      | CC du Minervois au Caroux                                   | 15,07            | 432 (2022)                        | 29                 | modifier les données · modifier les données |
| Colombières-sur-Orb                             | 34080      | CC du Minervois au Caroux                                   | 8,11             | 494 (2022)                        | 61                 | modifier les données · modifier les données |
| Courniou                                        | 34086      | CC du Minervois au Caroux                                   | 30,06            | 615 (2022)                        | 20                 | modifier les données · modifier les données |
| Creissan                                        | 34089      | CC Sud-Hérault                                              | 8,89             | 1 404 (2022)                      | 158                | modifier les données · modifier les données |
| Cruzy                                           | 34092      | CC Sud-Hérault                                              | 25,85            | 954 (2022)                        | 37                 | modifier les données · modifier les données |
| Félines-Minervois                               | 34097      | CC du Minervois au Caroux                                   | 29,87            | 505 (2022)                        | 17                 | modifier les données · modifier les données |
| Ferrals-les-Montagnes                           | 34098      | CC du Minervois au Caroux                                   | 25,78            | 147 (2022)                        | 5,7                | modifier les données · modifier les données |
| Ferrières-Poussarou                             | 34100      | CC du Minervois au Caroux                                   | 26,01            | 67 (2022)                         | 2,6                | modifier les données · modifier les données |
| Fraisse-sur-Agout                               | 34107      | CC des Monts de Lacaune et de la Montagne du Haut Languedoc | 58,46            | 337 (2022)                        | 5,8                | modifier les données · modifier les données |
| La Livinière                                    | 34141      | CC du Minervois au Caroux                                   | 31,56            | 526 (2022)                        | 17                 | modifier les données · modifier les données |
| Minerve                                         | 34158      | CC du Minervois au Caroux                                   | 27,89            | 96 (2022)                         | 3,4                | modifier les données · modifier les données |
| Mons                                            | 34160      | CC du Minervois au Caroux                                   | 22,32            | 671 (2022)                        | 30                 | modifier les données · modifier les données |
| Montels                                         | 34167      | CC Sud-Hérault                                              | 7,30             | 243 (2022)                        | 33                 | modifier les données · modifier les données |
| Montouliers                                     | 34170      | CC Sud-Hérault                                              | 7,70             | 232 (2022)                        | 30                 | modifier les données · modifier les données |
| Olargues                                        | 34187      | CC du Minervois au Caroux                                   | 18,60            | 493 (2022)                        | 27                 | modifier les données · modifier les données |
| Olonzac                                         | 34189      | CC du Minervois au Caroux                                   | 18,95            | 1 683 (2022)                      | 89                 | modifier les données · modifier les données |
| Oupia                                           | 34190      | CC du Minervois au Caroux                                   | 9,04             | 276 (2022)                        | 31                 | modifier les données · modifier les données |
| Pardailhan                                      | 34193      | CC du Minervois au Caroux                                   | 41,18            | 171 (2022)                        | 4,2                | modifier les données · modifier les données |
| Pierrerue                                       | 34201      | CC Sud-Hérault                                              | 11,70            | 293 (2022)                        | 25                 | modifier les données · modifier les données |
| Poilhes                                         | 34206      | CC Sud-Hérault                                              | 5,95             | 534 (2022)                        | 90                 | modifier les données · modifier les données |
| Prades-sur-Vernazobre                           | 34218      | CC Sud-Hérault                                              | 19,98            | 369 (2022)                        | 18                 | modifier les données · modifier les données |
| Prémian                                         | 34219      | CC du Minervois au Caroux                                   | 16,69            | 484 (2022)                        | 29                 | modifier les données · modifier les données |
| Puisserguier                                    | 34225      | CC Sud-Hérault                                              | 28,27            | 3 034 (2022)                      | 107                | modifier les données · modifier les données |
| Quarante                                        | 34226      | CC Sud-Hérault                                              | 30,05            | 1 788 (2022)                      | 60                 | modifier les données · modifier les données |
| Rieussec                                        | 34228      | CC du Minervois au Caroux                                   | 22,20            | 82 (2022)                         | 3,7                | modifier les données · modifier les données |
| Riols                                           | 34229      | CC du Minervois au Caroux                                   | 56,02            | 714 (2022)                        | 13                 | modifier les données · modifier les données |
| Roquebrun                                       | 34232      | CC du Minervois au Caroux                                   | 39,64            | 603 (2022)                        | 15                 | modifier les données · modifier les données |
| Rosis                                           | 34235      | CC des Monts de Lacaune et de la Montagne du Haut Languedoc | 52,91            | 271 (2022)                        | 5,1                | modifier les données · modifier les données |
| Saint-Chinian                                   | 34245      | CC Sud-Hérault                                              | 23,29            | 1 775 (2022)                      | 76                 | modifier les données · modifier les données |
| Saint-Étienne-d'Albagnan                        | 34250      | CC du Minervois au Caroux                                   | 22,70            | 301 (2022)                        | 13                 | modifier les données · modifier les données |
| Saint-Jean-de-Minervois                         | 34269      | CC du Minervois au Caroux                                   | 32,70            | 133 (2022)                        | 4,1                | modifier les données · modifier les données |
| Saint-Julien                                    | 34271      | CC du Minervois au Caroux                                   | 19,25            | 225 (2022)                        | 12                 | modifier les données · modifier les données |
| Saint-Martin-de-l'Arçon                         | 34273      | CC du Minervois au Caroux                                   | 4,22             | 103 (2022)                        | 24                 | modifier les données · modifier les données |
| Saint-Vincent-d'Olargues                        | 34291      | CC du Minervois au Caroux                                   | 15,84            | 354 (2022)                        | 22                 | modifier les données · modifier les données |
| La Salvetat-sur-Agout                           | 34293      | CC des Monts de Lacaune et de la Montagne du Haut Languedoc | 87,55            | 1 115 (2022)                      | 13                 | modifier les données · modifier les données |
| Siran                                           | 34302      | CC du Minervois au Caroux                                   | 21,25            | 751 (2022)                        | 35                 | modifier les données · modifier les données |
| Le Soulié                                       | 34305      | CC des Monts de Lacaune et de la Montagne du Haut Languedoc | 40,44            | 133 (2022)                        | 3,3                | modifier les données · modifier les données |
| Vélieux                                         | 34326      | CC du Minervois au Caroux                                   | 10,15            | 102 (2022)                        | 10                 | modifier les données · modifier les données |
| Verreries-de-Moussans                           | 34331      | CC du Minervois au Caroux                                   | 18,69            | 88 (2022)                         | 4,7                | modifier les données · modifier les données |
| Vieussan                                        | 34334      | CC du Minervois au Caroux                                   | 28,26            | 268 (2022)                        | 9,5                | modifier les données · modifier les données |
| Villespassans                                   | 34339      | CC Sud-Hérault                                              | 14,07            | 186 (2022)                        | 13                 | modifier les données · modifier les données |
| Canton de Saint-Pons-de-Thomières               | 3424       |                                                             | 1 416,17         | 34 872 (2022)                     | 25                 | modifier les données                        |

## Démographie

### Démographie avant 2015
| 1982  | 1990  | 1999  | 2006  | 2011  | 2012  |
| ----- | ----- | ----- | ----- | ----- | ----- |
| 4 415 | 4 293 | 4 117 | 4 049 | 4 042 | 4 056 |

### Démographie depuis 2015
En 2022, le canton comptait 34 872 habitants, en évolution de +1,12 % par rapport à 2016 (Hérault : +7,49 %, France hors Mayotte : +2,11 %).
| 2013   | 2018   | 2022   |
| ------ | ------ | ------ |
| 34 233 | 34 586 | 34 872 |

## Galerie photographique

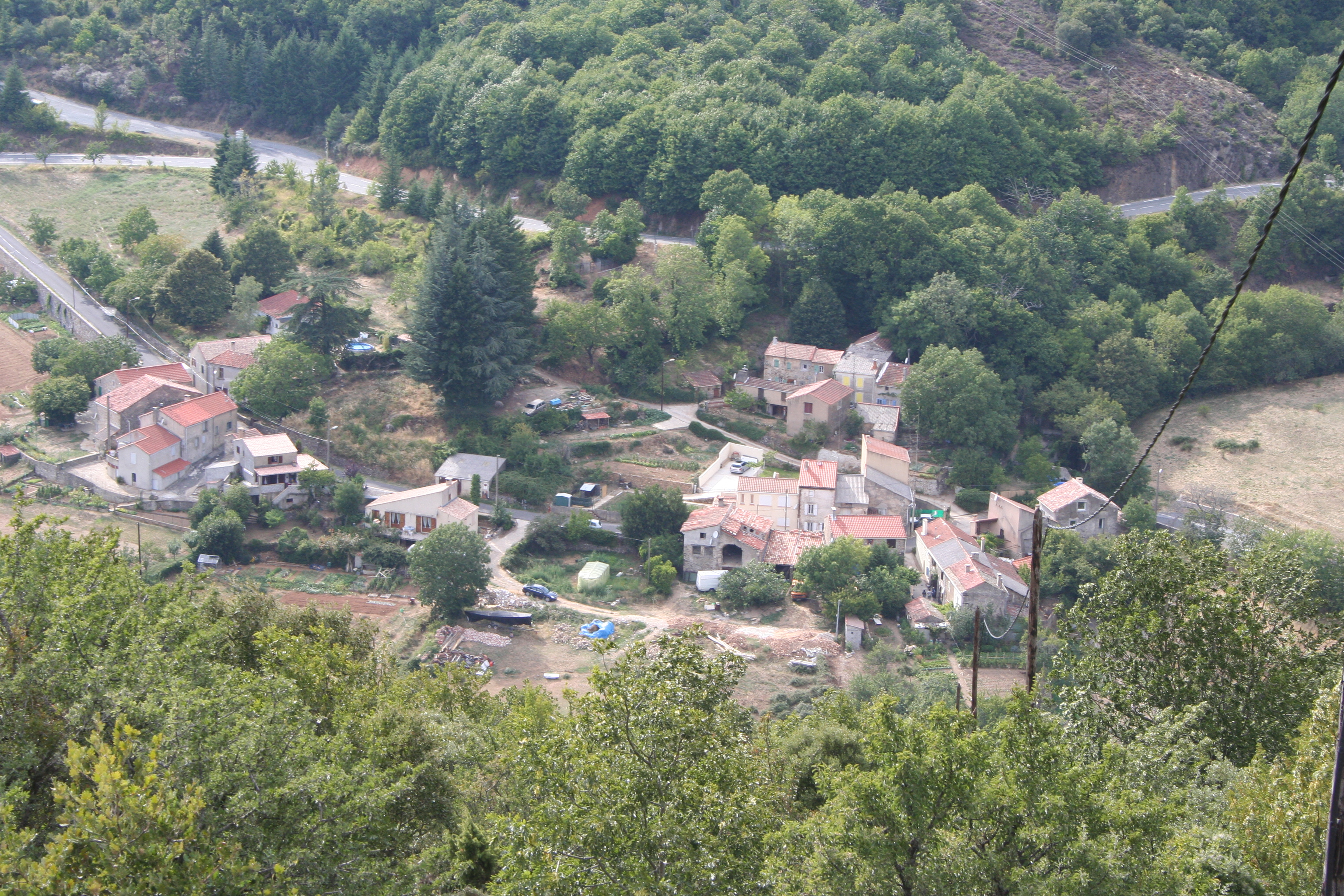
Vue générale de Rieussec.
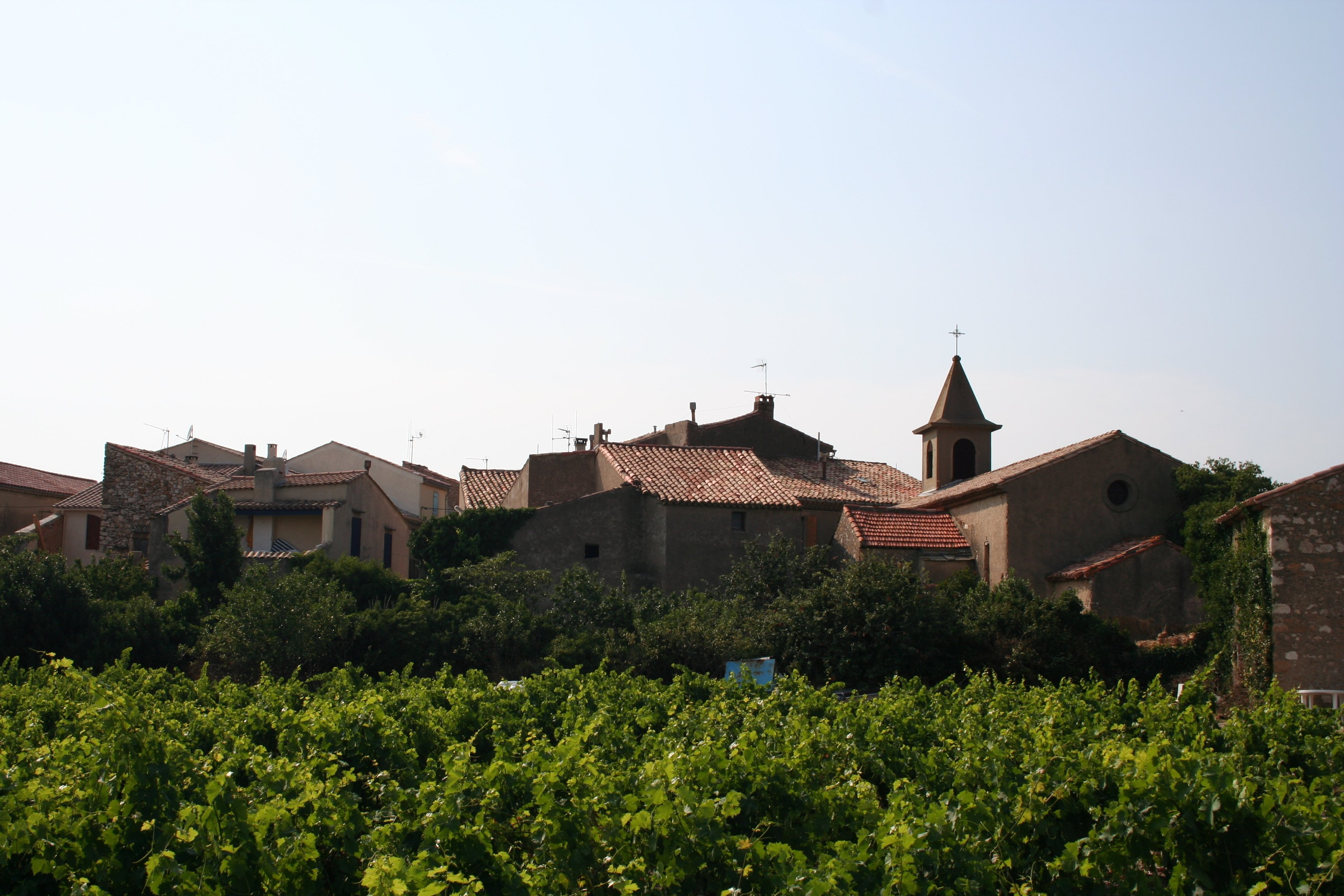
Vue générale de Saint-Jean-de-Minervois.
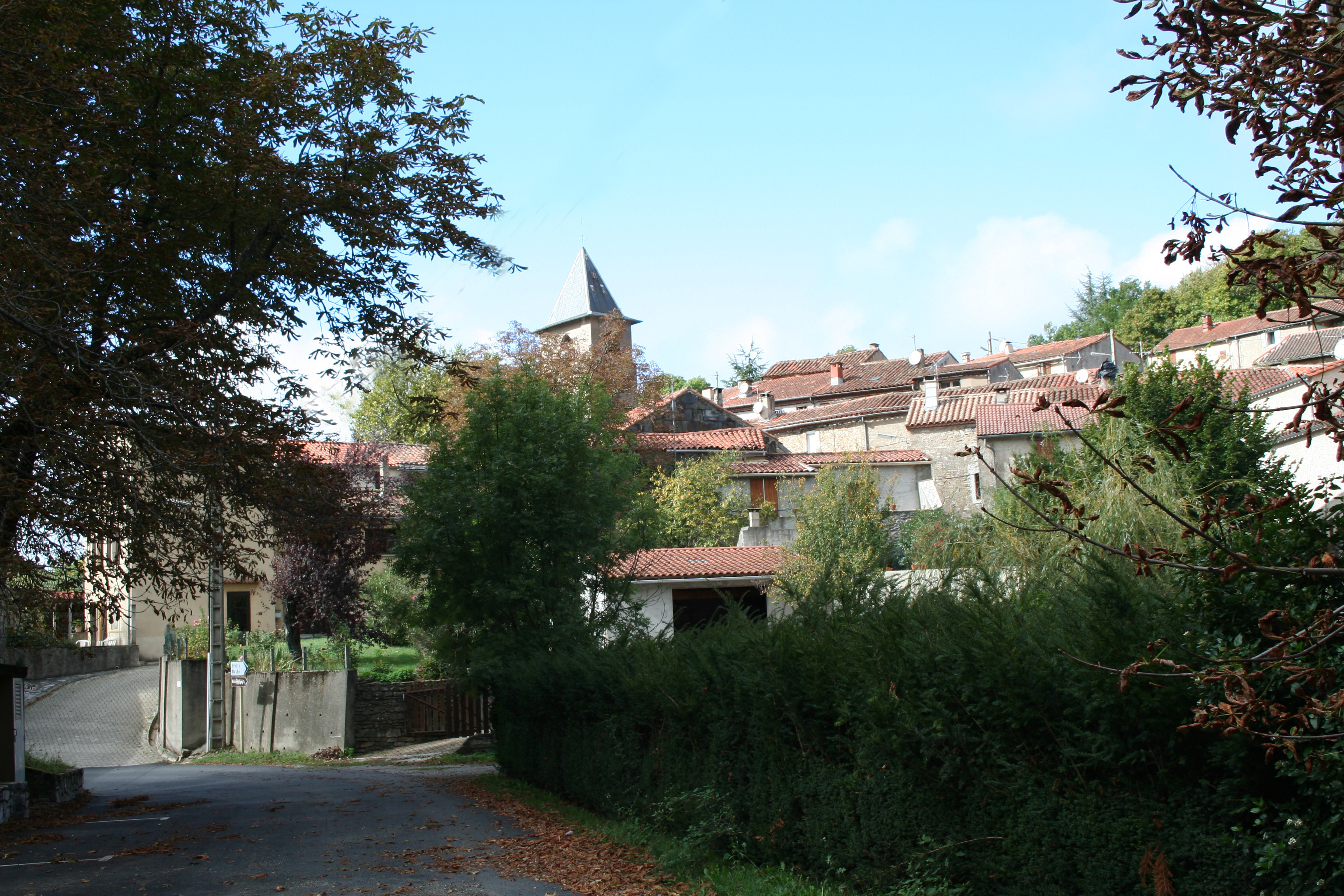
Vue générale de Courniou.
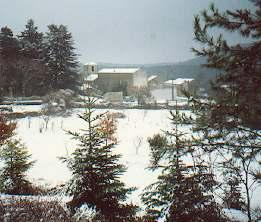
Vue générale de Pardailhan.
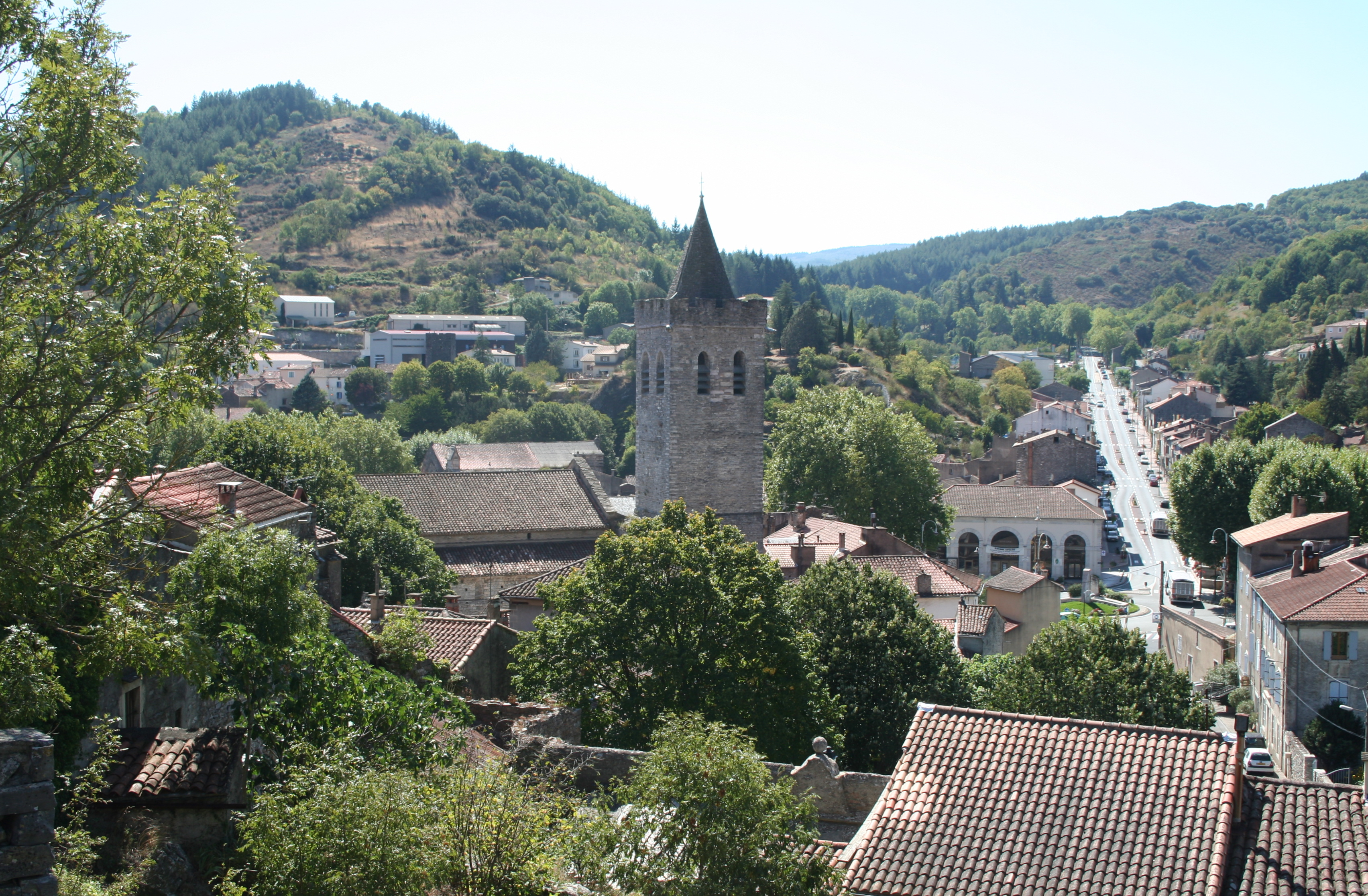
Vue générale de Saint-Pons-de-Thomières.
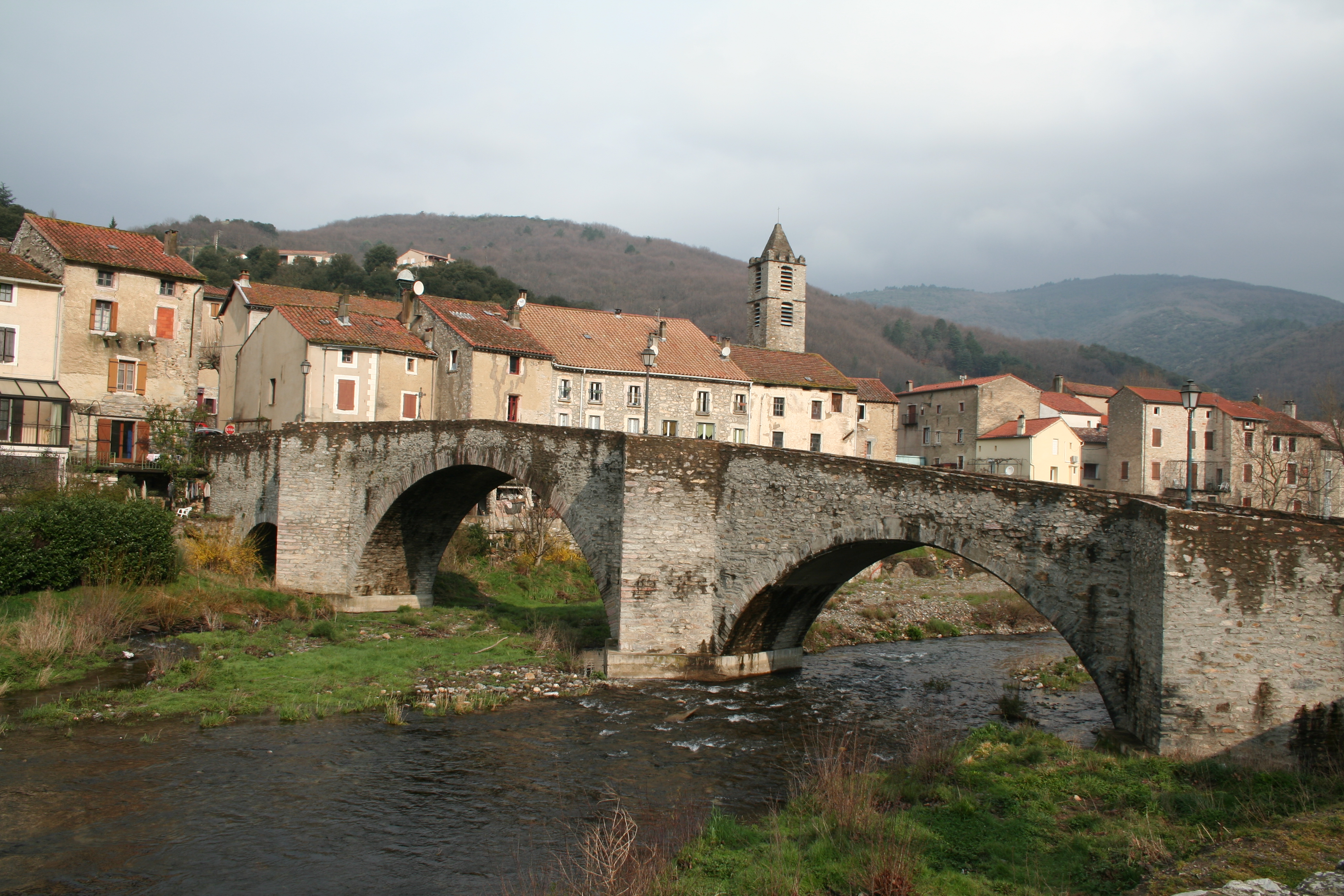
Vue générale de Riols avec le pont vieux sur le Jaur.